# C. S. Lee
C. S. Lee, nome d'arte di Charles Seung-hee Lee (Cheongju, 30 dicembre 1971), è un attore sudcoreano naturalizzato statunitense.
È conosciuto principalmente per il ruolo di Vince Masuka nella serie televisiva Dexter.

## Biografia
Nasce a Cheongju, nella Corea del Sud. La sua passione per la recitazione inizia durante il primo anno di liceo alla Hudson's Bay High School di Vancouver, nello stato di Washington, dove gioca a football americano nel ruolo di quarterback o running back. Finito il liceo frequenta il Cornish College of the Arts, dove ottiene una borsa di studio di recitazione e si laurea prendendo il suo BFA. Continua i suoi studi di recitazione alla Yale School of Drama ottenendo il suo MFA. Finiti gli studi si trasferisce a New York dove trascorre otto anni a recitare per compagnie teatrali, teatri regionali, ma anche per la televisione e in alcuni film.

### Carriera
La prima esperienza recitativa importante dell'attore si ha nel 1998 nella serie televisiva Spin City in cui recita accanto a Michael J. Fox. Sempre nello stesso anno recita nella serie televisiva Law & Order, mentre l'anno successivo ottiene il suo primo ruolo in un film, recitando in Destini incrociati.
Nel 2004 ottiene un ruolo nel film La donna perfetta di Frank Oz e recita nella serie spin-off di Law & Order : Law & Order: Criminal Intent. Nel 2006 recita la parte del Dottor. Ba nella serie televisiva della HBO I Soprano ed ottiene il ruolo più importante della sua carriera: viene infatti inserito nel cast principale della serie televisiva Dexter.
Lee appare anche nella serie televisiva della NBC Chuck nel ruolo di Harry Tang, e nel 2008 ha recitato in Detective Monk nel ruolo di un deputato. Nel 2009 partecipa al film Il mai nato. Nel 2016 partecipa alla serie TV Power nel ruolo del boss della droga coreana.

## Filmografia

### Cinema
- Destini incrociati (Random Hearts), regia di Sydney Pollack (1999)
- Sophie, regia di Helen Haeyoung Lee - cortometraggio (2002)
- Mariti in affitto, regia di Ilaria Borrelli (2004)
- La donna perfetta (The Stepford Wives), regia di Frank Oz (2004)
- Every Dog's Day, regia di Andy Biscontini (2005)
- David & Layla, regia di J. Jonroy Avani (2005)
- Tenderness, regia di John Polson (2009)
- A Motor Lodge Rub, regia di Jackson Waite (2009)
- Il mai nato (Unborn), regia di David S. Goyer (2009)
- Happy Hour, regia di Johnny Ngo (2010)
- Sami's Cock, regia di George Larkin (2010)

### Televisione
- Spin City – serie TV, episodi 3x03-3x19 (1998-1999)
- Law & Order - I due volti della giustizia (Law & Order) – serie TV, episodi 9x02-10x20-13x08 (1998-2002)
- Sentieri (Guiding Light) – serial TV, 1 puntata (2002)
- Ed – serie TV, episodio 3x12 (2003)
- Law & Order: Criminal Intent – serie TV, episodi 4x07-4x23-5x13 (2004-2006)
- Così gira il mondo (As the World Turns) – serial TV, puntate 12500-125001 (2005)
- I Soprano (The Sopranos) – serie TV, episodi 6x02-6x03 (2006)
- Beyond, regia di Breck Eisner – film TV (2006)
- Dexter – serie TV, 96 episodi (2006-2013) – Vince Masuka
- The Unit – serie TV, episodio 2x13 (2007)
- Chuck – serie TV, 6 episodi (2007) - Harry Tang
- Detective Monk (Monk) – serie TV, episodio 6x15 (2008)
- Criminal Minds – serie TV, episodio 10x02 (2014)
- Sneaky Pete – serie TV (2015)
- East New York - serie TV, 21 episodi (2022-2023)
- Avatar - La leggenda di Aang (Avatar: The Last Airbender) – serie TV, episodio 1x06 (2024) – Avatar Roku
- Cobra Kai - serie TV, episodio 6x02 (2024)
- Dexter: Resurrection – serie TV, episodio 1x03 (2025)

## Doppiatori italiani
Nelle versioni in italiano delle opere in cui ha recitato, C. S. Lee è stato doppiato da:
- Francesco Meoni in Dexter, Chuck, Detective Monk, East New York, Dexter: Resurrection
- Fabrizio Vidale ne Il mai nato
- Roberto Certomà  in I Soprano
- Antonio Sanna in All Rise
- Enrico Di Troia in Magnum P.I.
- Antonio Palumbo in Avatar - La leggenda di Aang
- Riccardo Rovatti in Cobra Kai